# Route nationale 447
Die N447 war von 1933 bis 1973 eine französische Nationalstraße, die zwischen Corbeil-Essonnes und Guignes verlief. Ihre Länge betrug 22 Kilometer. Von 2000 bis 2006 wurde der Abschnitt zwischen Guignes und der A105 für die N19 verwendet. Ab 1979 wurde die Nummer N447 für Straßenabschnitte verwendet die heute Teil der Francilienne sind.